# Novecentos e noventa e cinco
Novecentos e noventa e cinco (995, CMXCV) é um número natural que é sucessor do 994 e antecessor do 996.
Possui notação científica equivalente a 9,95 × 102.

## Propriedades matemáticas
- É o quíntuplo de 199
- É o produto dos primos 5 × 199
- Possui 4 divisores:1, 5, 199, 995
- Possui raiz quadrada ≈ 31,5436
- É formado por 995 unidades.